# Assumpció Lisson
Assumpció Lisson (Barcelona, 13 d'octubre de 1933), amb nom complet Assumpció Giménez-Zabada-Lisson Quirós, és llicenciada en Filosofia i Lletres (Geografia i Història) a la Universitat de Barcelona tot i que va enfocar la seva vida professional a l'àmbit bibliotecari.

## Biografia
Durant la guerra civil espanyola va viure al Figaró i a La Garriga amb la seva àvia, persona que va fer despertar el seu interès pels contes i la lectura des de ben petita. En acabar la guerra va estudiar al col·legi Maria Auxiliadora de les Salesianes, a Barcelona. Posteriorment es va llicenciar en Filosofia i Lletres (Geografia i Història) a la UB l'any 1956.
El seu primer treball en l'àmbit bibliotecari va ser al Cercle Artístic de Barcelona, on reorganitzava la biblioteca amb la col·laboració de la Concepció Martínez, bibliotecària de l'Ateneu Barcelonès.

## Activitat professional[calcitació]

### Ideals, prioritats i objectius
L'Assumpció Lisson ha tingut al llarg de tota la seva vida professional dos interessos cabdals: fomentar la lectura en els infants i joves i compartir amb tots els professionals de l'educació els projectes i avenços en els que ha anat treballant. Ha defensat sempre que l'escola ha de preparar els nens i joves perquè puguin arribar a gaudir amb la lectura i aquesta esdevingui un plaer, però també en un agent educador dels seus pensaments i sentiments. Té la convicció que la lectura de qualitat pot aconseguir enfortir les persones i obrir-los nous camins. L'Assumpció Lisson ha cregut fermament en la col·laboració i en el treball en equip. Si rellegim la seva biografia ens adonem que ha format part de molts equips de mestres. Promovia el treball en xarxa quan aquest terme encara no s'utilitzava.
Els anys noranta és conscient de l'onada expansiva del món digital. Però els canvis en el món de la comunicació no només no l'espanten, sinó que els incorpora a la seva biblioteca que poc a poc va esdevenint mediateca. Aleshores es dedica en cos i ànima a informatitzar-la, i ho fa aplicant el programa Pèrgam que, ja convertit en ePèrgam, beneficia centenars d'escoles de Catalunya. Els darrers anys, treballant en el “Grup de recerca i innovació: Desenvolupament Personal i Social”, està immersa en una nova tasca: la recerca de com s'ha d'orientar la lectura per aconseguir que es transformi en un element de millora personal i social del lector/a.

### Activitat sota el règim franquista
El 1958 un grup de professors inicia l'escola Costa i Llobera, amb la voluntat de recuperar la tradició pedagògica de la Catalunya republicana. Assumpció crea i dinamitza la biblioteca de l'escola tal com l'havia conegut a l'Escola del Mar. Va ampliant el fons de la biblioteca amb fitxers d'imatges impreses, vídeos, CD i DVD, a més de llibres.
L'any 1963 Andreu Dòria i Dexeus crea amb Marta Mata l'Editorial La Galera, on l'Assumpció Lisson publica contes i materials per a nens i nenes. Són algunes de les primeres publicacions infantils en català de la postguerra, en ple franquisme.
L'any 1972, amb la reforma Villar Palasí del sistema educatiu, comença a escriure llibres de text per l'Editorial Casals. Treballa amb Marta Mata en la definició del vocabulari mínim per a infants i, també amb ella, en les primeres Escoles d'Estiu de Rosa Sensat, en les que encara segueix col·laborant.
L'any 1961, amb Eulàlia Valeri i Marta Mata, inicien la selecció de les millors publicacions infantils i juvenils, passant després a editar-se amb el nom de Quins llibres han de llegir els nens? Participa i és l'ànima del Seminari de Bibliografia Infantil i Juvenil de l'Associació de Mestres Rosa Sensat des dels seus inicis fins a l'actualitat. A partir de la feina del seminari segueix actualitzant periòdicament el butlletí Quins llibres…? en format digital, que posa al servei de totes les escoles de Catalunya.

### Activitat fora del règim franquista
Els anys 1978-79 fa, amb la col·laboració de Fina Rifà, Joma i Llorenç Guasch, un full setmanal (El diari dels nens) per al diari Tele-Express.
Els anys 80 és jurat del Premi J. M. Folch i Torres de novel·la infantil, que s'atorga la Nit de Santa Llúcia.
L'any 1995, amb el recolzament de la Fundació Propedagògic, participa en la creació d'un programa informàtic, el Pèrgam, que després va esdevenir ePèrgam, per a la gestió de les biblioteques escolars. Aquest programa va sorgir de la col·laboració entre els responsables de la biblioteca Costa i Llobera, biblioteca Rosa Sensat, Biblioteca Artur Martorell i del PIE del Departament d'Ensenyament de la Generalitat. Posteriorment, aquest fons el va passar al programa Absys per integrar-se a la Xarxa de Biblioteques Municipals de Barcelona. És la bibliotecària titular del Costa Llobera fins a la seva jubilació. Des d'aleshores, però, no ha deixat mai de col·laborar amb la biblioteca i amb la pròpia escola.
El 2016 crea el grup El punt de lectura i gestiona el seu blog. D'aquest grup n'ha sorgit un altre, el Grup de recerca i innovació: Desenvolupament Personal i Social, a les lectures i debats del qual dedica actualment bona part del seu temps. Aquest grup el va impulsar i hi va participar també en Pere Darder, el seu company de vida.

## Obres rellevants
- Col·lecció Poquito a poco, pràctiques programades de la primera lectura amb una introducció progressiva de les consonants. Barcelona: La Galera, 1970.
- Llibres de text per a EGB de Llengua Catalana i Castellana, de l'Editorial Casals, anys 1970-1990.
- Quins llibres?. Barcelona: Rosa Sensat, 1964-.
- LISSON, Assumpció, MARTÍNEZ, Concepció (coord). La nova biblioteca escolar. Barcelona: Edicions 62, 1999.
- Articles a Perspectiva escolar, Infància, Aula de innovación educativa i a CLIJ: Cuadernos

## Premis
Actualment la Biblioteca de l'Institut-Escola Costa i Llobera, de Barcelona, porta el seu nom: Biblioteca Assumpció Lisson.